# Felice Gasperi
Felice Gasperi (Bologna, 26 dicembre 1903 – Città Sant'Angelo, 23 maggio 1982) è stato un calciatore italiano, di ruolo difensore.

## Carriera

### Club

Gasperi (in basso, primo da destra) nel Bologna del 1928-1929

Assieme a Mario Gianni ed Eraldo Monzeglio costituì negli anni venti e trenta il reparto difensivo nel Bologna. Giocò sempre nella squadra rossoblu, senza mai cambiare casacca nel corso della carriera; con 401 presenze (di cui 382 ufficiali) è il sesto giocatore del Bologna di tutti i tempi.
Iniziò la carriera come mezzala sinistra, segnando due reti. Fu con l'arrivo dell'allenatore viennese Hermann Felsner che, dal 1922, divenne terzino sinistro con la maglia numero 3, collocandosi, da quel momento in poi, tra i pilastri pressoché insostituibili della formazione.

### Nazionale
Esordì in Nazionale maggiore nel 1928, ad Oporto, ma, poiché veniva preferito in quel periodo il terzetto difensivo della Juventus formato da Gianpiero Combi, Virginio Rosetta e Umberto Caligaris, Gasperi poté vantare solo presenze sporadiche in maglia azzurra. Ebbe comunque modo di vincere una medaglia di bronzo alle Olimpiadi di Amsterdam nel 1928. Riportò inoltre un secondo posto nel 1932 nella Coppa Internazionale.

## Statistiche

### Cronologia presenze e reti in nazionale
| Cronologia completa delle presenze e delle reti in nazionale ― Italia | Cronologia completa delle presenze e delle reti in nazionale ― Italia | Cronologia completa delle presenze e delle reti in nazionale ― Italia | Cronologia completa delle presenze e delle reti in nazionale ― Italia | Cronologia completa delle presenze e delle reti in nazionale ― Italia | Cronologia completa delle presenze e delle reti in nazionale ― Italia | Cronologia completa delle presenze e delle reti in nazionale ― Italia | Cronologia completa delle presenze e delle reti in nazionale ― Italia |
| Data                                                                  | Città                                                                 | In casa                                                               | Risultato                                                             | Ospiti                                                                | Competizione                                                          | Reti                                                                  | Note                                                                  |
| --------------------------------------------------------------------- | --------------------------------------------------------------------- | --------------------------------------------------------------------- | --------------------------------------------------------------------- | --------------------------------------------------------------------- | --------------------------------------------------------------------- | --------------------------------------------------------------------- | --------------------------------------------------------------------- |
| 15-4-1928                                                             | Porto                                                                 | Portogallo                                                            | 4 – 1                                                                 | Italia                                                                | Amichevole                                                            | -                                                                     |                                                                       |
| 15-11-1931                                                            | Roma                                                                  | Italia                                                                | 2 – 2                                                                 | Cecoslovacchia                                                        | Coppa Internazionale                                                  | -                                                                     |                                                                       |
| 28-10-1932                                                            | Praga                                                                 | Cecoslovacchia                                                        | 2 – 1                                                                 | Italia                                                                | Coppa Internazionale                                                  | -                                                                     |                                                                       |
| 27-11-1932                                                            | Milano                                                                | Italia                                                                | 4 – 2                                                                 | Ungheria                                                              | Amichevole                                                            | -                                                                     |                                                                       |
| 1-1-1933                                                              | Bologna                                                               | Italia                                                                | 3 – 1                                                                 | Germania                                                              | Amichevole                                                            | -                                                                     |                                                                       |
| 12-2-1933                                                             | Bruxelles                                                             | Belgio                                                                | 2 – 3                                                                 | Italia                                                                | Amichevole                                                            | -                                                                     |                                                                       |
| Totale                                                                |                                                                       | Presenze                                                              | 6                                                                     |                                                                       | Reti                                                                  | 0                                                                     |                                                                       |

## Palmarès

### Club

#### Competizioni nazionali
- Campionato italiano: 4

Bologna: 1924-1925, 1928-1929, 1935-1936, 1936-1937

#### Competizioni internazionali
- Coppa dell'Europa Centrale: 2

Bologna: 1932, 1934
- Torneo Internazionale dell'Expo Universale di Parigi 1937: 1

Bologna: 1937

### Nazionale
- Bronzo olimpico: 1

Amsterdam 1928